# St. Peter und Paul (Höxter)

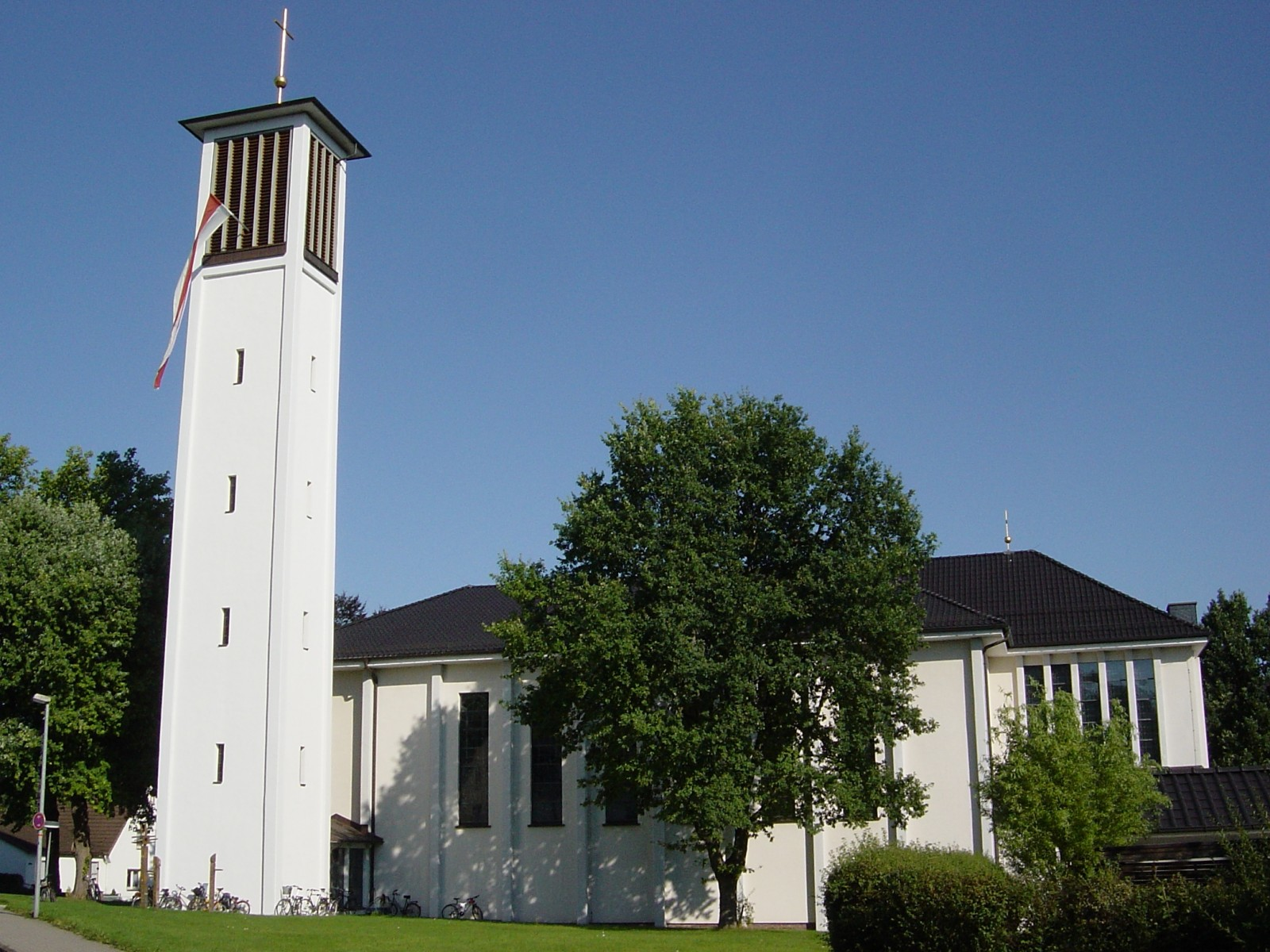
Höxter, St. Peter und Paul

Die römisch-katholische Pfarrkirche St. Peter und Paul ist ein im Jahr 1960 eingeweihtes Kirchengebäude im Petrifeld, einem Stadtteil von Höxter, Nordrhein-Westfalen.

## Geschichte
Weil im Jahrzehnt nach dem Zweiten Weltkrieg viele Zuwanderer, unter anderem aus ostdeutschen Gebieten, Wohnraum im Petrifeld westlich der Innenstadt Höxters fanden, wuchs der Wunsch nach einer eigenen Kirche für die Menschen in der neuen Siedlung. Bis 1958 fanden die Gottesdienste in der Kapelle des Kindergartens statt. Der damalige Pfarrdechant schuf die Voraussetzung für den Bau eines eigenen Gotteshauses durch die Gründung einer Kirchbaugemeinschaft. Jedes Mitglied der Baugemeinschaft verpflichtete sich, in 50 Monaten einen Betrag in Höhe eines Monatseinkommens zu opfern.
1959 erfolgte der Spatenstich. Am 30. März 1959 fand die feierliche Grundsteinlegung durch Domkapitular Henneke statt. Am 30. Juni 1960 wurde nach knapp 16 Monaten Bauzeit die „Pfarrvikarie ohne eigene Vermögensverwaltung St. Peter und Paul“ durch Erzbischof Jäger für errichtet erklärt. Am 15. Januar 1969 erhielt die Vikarie den Status einer selbständigen Pfarrei.

## Beschreibung
Erbaut wurde das Gotteshaus von 1959 bis 1960 nach Plänen des Architekten Hermann Gröne aus Geseke. Die Architektur der Kirche wurde bewusst schlicht gehalten. Über dem dreitürigen Eingang befindet sich das Heilig-Geist-Fenster, ein durch doppelte Kreuzbalken viergeteiltes Rundfenster, das bei Einfall von Sonnenlicht „Feuerfarben“ durch die Kirche wandern lässt.
Clemens Ortmann hatte dieses Ornament mit den Ornamenten der Fenster in der Taufkapelle 1960 gestaltet.
Links von der Eingangshalle befindet sich die eine eigene Taufkapelle als Rundbau. Gröne verzichtete auf Pfeiler, um die Tiefe des Raumes zu betonen und einen freien Blick auf das Christusbild und den Altar zu gewähren. Unter dem Altarraum befindet sich eine Krypta, die durch einen an der linken Seite befindlichen Eingang zu erreichen ist.
Eine weit ausgespannte, eine längs mit Balken unterteilte Flachdecke führt die Augen des Betrachters zum Chorraum, der in Form einer rechteckigen Apsis das Langhaus abschließt.
Überragt wird die Kirche von einem hohen prismenförmigen Turm, der mit einem flachen Zeltdach abschließt und wie ein Campanile freisteht.

## Ausstattung
Das heutige Erscheinungsbild von St. Peter und Paul wird durch die Einflüsse des Bildhauers Josef Baron und des Künstlers Hermann Gottfried geprägt. Während einer ersten großen Renovierung im Jahre 1972 wurden sowohl im Innen- als auch im Außenbereich weitreichende Veränderungen vorgenommen.
Der gesamte Chorraum wurde umgestaltet, versehen mit einem freistehenden Altar aus hellgrauem Naturstein und einem neuen Altarkreuz, beides geschaffen durch den Bildhauer Baron.
1992 gestaltete der Künstler Hermann Gottfried die Seitenfenster, die sich thematisch in alt- und neutestamentliche Motive gliedern. Die Anbringung eines neuen Kreuzweges des Bildhauers Baron bildete 1996 den Abschluss der Umgestaltungsmaßnahmen.

## Orgel
Die heutige Orgel wurde im Jahr 1974 durch die Werkstatt Westfälischer Orgelbau S. Sauer erbaut. Sie verfügt über 23 Register auf zwei Manualen und Pedal. Die Schleifladen der Orgel sind mit mechanischer Spieltraktur und elektrischer Registertraktur ausgestattet. Folgende Disposition wurde zum Zeitpunkt der Errichtung angelegt:
| I Hauptwerk C–? |                |
| Quintade        | 16′            |
| Prinzipal       | 8′             |
| Rohrflöte       | 8′             |
| Oktave          | 4′             |
| Gemshorn        | 4′             |
| Waldflöte       | 2′             |
| Sesquialtera II | 2 ⁄3′ + 1 3⁄5′ |
| Mixtur V–VI     | 1 ⁄3′          |
| Trompete        | 8′             |
| Tremulant       |                |

| II Positiv C–? |       |
| Holzgedackt    | 8′    |
| Praestant      | 4′    |
| Koppelflöte    | 4′    |
| Prinzipal      | 2′    |
| Nasat          | 1 ⁄3′ |
| Oktävlein      | 1′    |
| Zimbel III     | 1⁄2′  |
| Rohrschalmey   | 8′    |
| Tremulant      |       |

| Pedal C–?     |       |
| Subbaß        | 16′   |
| Oktavbaß      | 8′    |
| Gedacktbaß    | 8′    |
| Choralbaß     | 4′    |
| Hintersatz IV | 2 ⁄3′ |
| Fagott        | 16′   |

## Geläut
Die Kirche verfügt über vier Glocken, gegossen von Petit und Edelbrock in Gescher. Geweiht wurden sie am dritten Adventssonntag (Gaudete) 1962. Das gesamte Geläut erklingt in der Tonart f-Moll.
| Nr. | Name                  | Gussjahr | Gießer                  | Ort     | Durchmesser in (mm) | Gewicht in (Kg) | Ton |
| --- | --------------------- | -------- | ----------------------- | ------- | ------------------- | --------------- | --- |
| 1   | Salvator Mundi        | 1962     | Petit & Gebr. Edelbrock | Gescher | 1180                | 980             | f2  |
| 2   | Königin des Friedens  | 1962     | Petit & Gebr. Edelbrock | Gescher | 970                 | 550             | as2 |
| 3   | St. Nikolaus          | 1962     | Petit & Gebr. Edelbrock | Gescher | 850                 | 370             | b2  |
| 4   | St. Petrus und Paulus | 1962     | Petit & Gebr. Edelbrock | Gescher | 750                 | 265             | c2  |